# Championship Manager 2008
Championship Manager 2008 è un videogioco per Microsoft Windows e Apple Macintosh, pubblicato nella sua versione Windows il 2 novembre 2007. Fa parte della serie di Championship Manager.
La Beautiful Game Studios ha aggiunto a questa versione del gioco nuove caratteristiche, tra cui il motore di gioco, ora più animato e con un terreno di gioco completamente in 3D, la Cm Season Live e l'aggiornamento mensile delle classifiche.

## Modalità di gioco
I giocatori sono descritti in modo molto dettagliato, le opzioni per allestire la squadra innumerevoli, dalla disposizione in campo e i movimenti richiesti ai giocatori, agli ultimatum alla dirigenza per ottenere maggiori fondi per contratti e trasferimenti. Anche i trasferimenti avvengono in maniera realistica: i giocatori rifiuteranno di scendere di categoria se non ricompensati adeguatamente, così come giocatori stranieri giovani difficilmente accetteranno di giocare nelle categorie minori di campionati stranieri. C'è una cospicua serie di giovani giocatori stranieri non conosciuti in grado di fare la differenza.